# Carex jonesii
Espèce
Classification phylogénétique
Carex jonesii est une espèce de plantes du genre Carex et de la famille des Cyperaceae.